# (8617) 1980 PW
1980 بي دابليو (ويعرف أيضًا باسم (8617) 1980 بي دابليو وفق تسمية الكوكب الصغير) (بالإنجليزية: 1980 PW)‏ هو كويكب ضمن حزام الكويكبات؛ وترتيبه 8617 من حيث الاكتشاف.
اكتُشف هذا الجُرم الفلكي بواسطة Zdeňka Vávrová ‏ في 6 أغسطس 1980.

## وصلات خارجية
- (8617) 1980 PW في قاعدة بيانات مختبر الدفع النفاث لأجرام النظام الشمسي الصغيرة

- الاكتشاف · مخطط المدار ·  العناصر المدارية · المعلمات المادية

- (8617) 1980 PW على موقع ويكي سكاي: DSS2, SDSS, GALEX, IRAS, Hydrogen α, X-Ray, Astrophoto, Sky Map, Articles and images